# Maria Luigia Velotti
Maria Velotti, T.O.S.F., řeholním jménem Maria Luigia od Nejsvětější Svátosti (16. listopadu 1826, Neapol – 3. září 1886, Casoria) byla italská římskokatolická řeholnice Třetího řádu svatého Františka a zakladatelka Kongregace sester františkánek uctívajících svatý Kříž. Katolická církev ji uctívá jako blahoslavenou.

## Život
Narodila se dne 16. listopadu 1826 v Neapoli rodičům Francescu Velotti a Terese Napoletano. Ještě téhož dne byla pokřtěna.
Ještě před jejími dvěma lety jí zemřeli oba rodiče, načeš se jí ujala teta, která ji však během jejího dětství týrala.
Během svého dospívání se rozhodla stát františkánkou. Dne 2. února 1853 byla v Tauranu přijata do Třetího řádu svatého Františka. Zvolila si řeholní jméno Maria Luigia od Nejsvětější Svátosti. Od roku 1853 začala prožívat mystická vidění Ježíše Krista na kříži, Panny Marie a sv. Františka z Assisi. Zažívala také útoky démona, po nichž byla někdy i několik dní upoutána na lůžko.
Roku 1877 založila Kongregaci sester františkánek uctívajících svatý Kříž. Kongregace má za cíl péči o nemocné a jejich vzdělání.
Zemřela v Casoria dne 3. září 1886. Roku 1926 byly její ostatky uloženy v řádovém domě v Casoria.

## Úcta
Její beatifikační proces byl zahájen dne 26. září 1927. Papež František ji dne 21. ledna 2016 podepsáním dekretu o jejích hrdinských ctnostech prohlásil za ctihodnou. Dne 11. prosince 2019 byl potvrzen zázrak na její přímluvu, potřebný pro její blahořečení.
Samotný akt blahořečení se konal dne 26. září 2020 v Neapoli. Předsedal mu jménem papeže Františka kardinál Crescenzio Sepe.
Její památka je připomínána 3. září. Je zobrazována v řeholním rouchu.